# Џибути на Светском првенству у атлетици на отвореном 2015.
Џибути је учествовао на Светском првенству у атлетици на отвореном 2015. одржаном у Пекингу од 22. до 30. августа четрнаести пут. Није учествовао 2001. године. Репрезентацију Џибутија представљала су четворица атлетичара који су се такмичили у 2 дисциплина.,
На овом првенству Џибути није освојио ниједну медаљу, нити је оборен неки рекорд.

## Учесници
| Дисциплина       | Спортисти                                                 | Спортисти |
| Дисциплина       | Мушкарци                                                  | Жене      |
| ---------------- | --------------------------------------------------------- | --------- |
| 1.500 м          | Ајанле Сулејман Abdi Waiss Mouhyadin Youssouf Hiss Bachir | -         |
| 3.000 м препреке | Мохамед Исмаил Ибрахим                                    |           |

## Резултати

### Мушкарци
| Атлетичар              | Дисциплина       | Лични рекорд | Група             | Група             | Полуфинале           | Полуфинале           | Финале               | Финале            | Детаљи |
| Атлетичар              | Дисциплина       | Лични рекорд | Резултат          | Место             | Резултат             | Место                | Резултат             | Место             | Детаљи |
| ---------------------- | ---------------- | ------------ | ----------------- | ----------------- | -------------------- | -------------------- | -------------------- | ----------------- | ------ |
| Ајанле Сулејман        | 1.500 м          | 3:29.58 НР   | Није завршио трку | Није завршио трку | Није завршио трку    | Није завршио трку    | Није завршио трку    | Није завршио трку |        |
| Youssouf Hiss Bachir   | 1.500 м          | 3:36,96      | 3:44.48           | 10. у гр. 1       | Није се квалификовао | Није се квалификовао | Није се квалификовао | 32 / 40 (41)      |        |
| Abdi Waiss Mouhyadin   | 1.500 м          | 3:36,09      | 3:38,66           | 9. у гр. 1 кв     | 3:37,69              | 11. у пф. 1          | Није се квалификовао | 23 / 40 (41)      |        |
| Мохамед Исмаил Ибрахим | 3.000 м препреке | 8:24,58 НР   | Није стартовао    | Није стартовао    | Није стартовао       | Није стартовао       | Није стартовао       | Није стартовао    |        |